# Aphthona moralesi
Aphthona moralesi es un coleóptero de la familia Chrysomelidae. Fue descrita científicamente por primera vez en 1965 por Madar & Madar.